# Canon EOS 100D
A Canon EOS 100D, conhecida como  EOS Rebel SL1, nas Américas e como EOS Kiss X7 no Japão, é uma camera DSLR de 18.0 megapixels,câmera anunciada pela Canon em 21 de Março de 2013. Ele tem sido descrito como  " uma leve câmera DSLR", no momento que entrou em produção ou da família APS-C . A Canon usa uma versão menor do sensor APS-C em relação a outras fabricantes, incluindo Nikon, Pentax e Sony, com um fator de crop de 1.6 ao invés de 1.5. Ele pesa 407 gramas, incluindo bateria e cartão de memória.

## Recursos
A EOS 100D compartilha um conjunto similar de características com a  Canon EOS 700D. No entanto, não deixa de ter um foco melhorado incluindo o sistema de rastreamento no modo de visualização direta chamado Hybrid CMOS AF II com 80% de enquadramento. 
As características incluem:
- 18.0 megapixels sensor APS-C CMOS
- DIGIC 5 processador de imagem de 14bits de processamento
- 1080p HD gravação de vídeo em 24p, 25p (25 Hz) e 30p (29.97 Hz)
- 720p gravação de vídeo HD em 50p (50 Hz) e 60p (59.94 Hz)
- 4.0 de quadros por segundo de disparo contínuo
- 9-ponto de focagem automática de sensores com 1 sensor do tipo cruzado